# Musiceren
Musiceren is het zelf maken van muziek door het voortbrengen van klanken. Musiceren kan gebeuren door te zingen of door het bespelen van een of meerdere muziekinstrumenten.
Het afspelen van een cd is dus niet musiceren.
Musiceren kan op vele manieren en niveaus geschieden, voor het beroep en als amateur (lett.: liefhebber). Degene die musiceert, wordt een musicus, of muzikant genoemd.
Het spelen van geschreven noten kan het best op jonge leeftijd geleerd worden.
Het opschrijven van zelf bedachte muziek heet componeren, dit wordt niet onder musiceren gerekend. Het uitvoeren van zelf bedachte, maar niet opgeschreven muziek heet improviseren. 